# Resolutie 2007 Veiligheidsraad Verenigde Naties
Resolutie 2007 van de Veiligheidsraad van de Verenigde Naties is een op 14 september 2011 aangenomen resolutie van de Veiligheidsraad van de Verenigde Naties. Met deze resolutie stelde Serge Brammertz opnieuw aan als aanklager van het Joegoslavië-tribunaal, ondanks de beperking op de lengte van zijn ambtstermijn in het statuut van dat tribunaal.

## Achtergrond
In 1980 overleed de Joegoslavische leider Tito, die decennialang de bindende kracht was geweest tussen de zes deelstaten van het land. Na zijn dood kende het nationalisme een sterke opmars en in 1991 verklaarde Bosnië en Herzegovina zich onafhankelijk. De Servische minderheid in het land kwam hiertegen in opstand en begon een burgeroorlog, waarbij ze probeerden de Bosnische volkeren te scheiden. Tijdens die oorlog vonden massamoorden plaats waarbij tienduizenden mensen omkwamen. In 1993 werd het Joegoslavië-tribunaal opgericht, dat de oorlogsmisdaden die hadden plaatsgevonden moest berechten.

## Inhoud
- Herinnert aan resolutie 1786 uit 2007.
- Houdt rekening met artikel °16 van het statuut van het Internationaal Tribunaal voor Voormalig Joegoslavië.
- Overwoog de secretaris-generaals nominatie om Serge Brammertz opnieuw tot aanklager te benoemen.
- Herinnert eraan dat het tribunaal middels resolutie 1966 was opgeroepen alles in het werk te stellen om zijn werkzaamheden tegen 31 december 2014 af te ronden.
- Besluit Serge Brammertz niettegenstaande artikel °16 paragraaf °4 inzake de ambtstermijn van de aanklager opnieuw aan te stellen van 1 januari 2012 tot 31 december 2014, met de mogelijkheid tot een vroegtijdige beëindiging moest het tribunaal zijn werk eerder afronden.

## Verwante resoluties
- Resolutie 1966 Veiligheidsraad Verenigde Naties (2010)
- Resolutie 1993 Veiligheidsraad Verenigde Naties
- Resolutie 2019 Veiligheidsraad Verenigde Naties
- Resolutie 2038 Veiligheidsraad Verenigde Naties (2012)

Lijst ·  1967 ·  1968 ·  1969 ·  1970 ·  1971 ·  1972 ·  1973 ·  1974 ·  1975 ·  1976 ·  1977 ·  1978 ·  1979 ·  1980 ·  1981 ·  1982 ·  1983 ·  1984 ·  1985 ·  1986 ·  1987 ·  1988 ·  1989 ·  1990 ·  1991 ·  1992 ·  1993 ·  1994 ·  1995 ·  1996 ·  1997 ·  1998 ·  1999 ·  2000 ·  2001 ·  2002 ·  2003 ·  2004 ·  2005 ·  2006 ·  2007 ·  2008 ·  2009 ·  2010 ·  2011 ·  2012 ·  2013 ·  2014 ·  2015 ·  2016 ·  2017 ·  2018 ·  2019 ·  2020 ·  2021 ·  2022 ·  2023 ·  2024 ·  2025 ·  2026 ·  2027 ·  2028 ·  2029 ·  2030 ·  2031 ·  2032